# Руптура (Мехединци)
Руптура (рум. Ruptura) насеље је у Румунији у округу Мехединци у општини Волојак. Oпштина се налази на надморској висини од 262 m.

## Становништво
Према подацима из 2002. године у насељу је живело 92 становника, од којих су сви румунске националности.